# Света Петка (Вратница)
Вижте пояснителната страница за други значения на Света Петка.
„Света Петка“ (на македонска литературна норма: „Света Петка“) е църква в тетовското село Вратница, Северна Македония, част от Тетовско-Гостиварската епархия на Македонската православна църква – Охридска архиепископия. Градена е в 20-те години на XX век на темели от средновековна църква, посветена на света Петка.
Част от иконите са на Димитър Папрадишки от 1927 година.

## Галерия
Икони от църквата, днес в Тетовската галерия за икони
- „Благовещение“, църква „Света Петка“ във Вратница, 1866 година, автор Йосиф Мажовски
- „Обрезание Господне“, църква „Света Петка“ във Вратница, 1866 година, автор Йосиф Мажовски
- „Свети Николай“, църква „Света Петка“ във Вратница, около 1842 година, автор Дамян Зограф от Крушево
- „Кръщение Христово“ (Богоявление), църква „Света Петка“ във Вратница, 1856 година, автор Яне Шишич